# Vita Märren, Finland
Vita Märren (finska Viitameri) är ett sund i Finland.  Det ligger i Sastmola i landskapet Satakunta, i den sydvästra delen av landet, 260 km nordväst om huvudstaden Helsingfors. Det finska namnet används ibland ocksa på svenska.